# Val

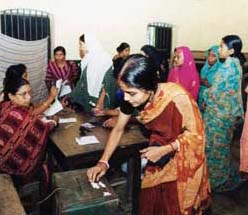
Röstning i vallokal i Bangladesh

Ett val är i politiken den process där en eller flera personer utses till ett politiskt ämbete eller att bli en (inte nödvändigtvis politisk) förtroendevald ledamot.

## Allmänna val

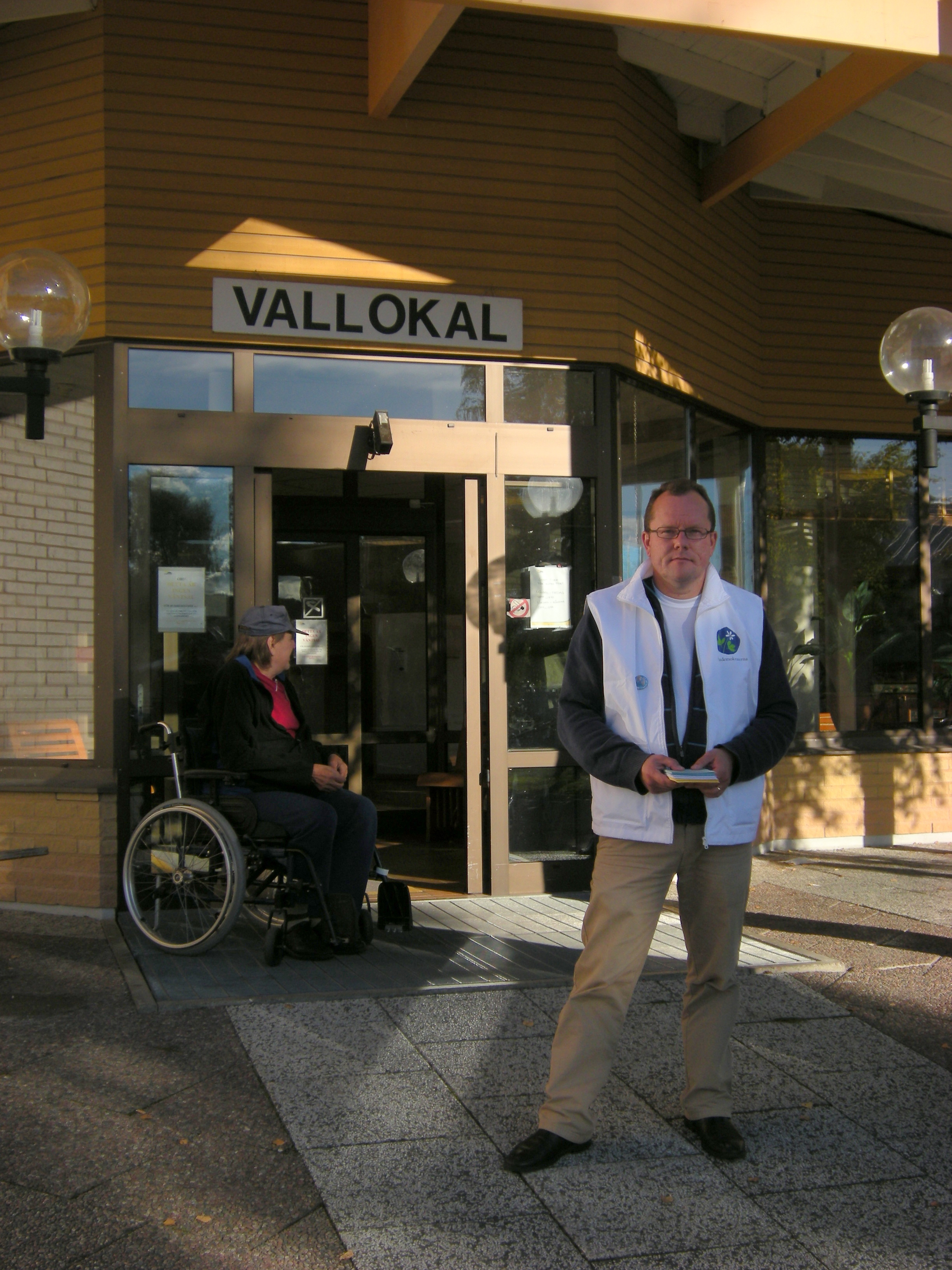
Valsedelsutdelare vid 2010 års val i Sverige

Den viktigaste formen av val är allmänna val, vilket innebär att väljarna i en stat eller i en del av en stat väljer representanter till en beslutande församling (parlament, kommunfullmäktige, regionfullmäktige eller liknande). Vid allmänna val går man till en vallokal, vanligtvis tillfälligt inrättad i en offentlig lokal och lägger valsedeln i en valurna. I en del länder, såsom Sverige, lämnar man valsedeln till en valfunktionär som sedan lägger den i valurnan. De som inte kan närvara på valdagen, till exempel på grund av resa till annat land, kan erbjudas möjlighet att förtidsrösta, till exempel på post eller konsulat, en tid före det egentliga valet. Då alla röster avgetts räknar särskilda rösträknare ihop rösterna och meddelar resultatet.

## Andra typer av val
Val förekommer också inom beslutande församlingar, och i organisationer. I en sluten organisation kan inval krävas för medlemskap.

## Olika valsystem
Valsystemet är av stor betydelse för resultatet av ett val. De två huvudtyperna är proportionella val, i vilka olika partier avses bli representerade i proportion till deras understöd, och majoritetsval, där det vinnande partiet kommer att bli överrepresenterat och därmed ha goda förutsättningar att skapa en stark regering. Vid majoritetsval är valkretsarna ofta mindre, vilket leder till att också mindre regioner kommer att få representation. Mindre partier utan regional karaktär missgynnas starkt av majoritetsval.
Valen skiljer sig också genom huruvida man röstar på person eller parti. Någon typ av kombination av de båda förekommer allmänt. I länder i Östeuropa, vilka tidigare ingick i östblocket, krävs oftast att valdeltagandet är minst 50 % för att valet ska vara giltigt, annars brukar det bli ny omgång några veckor senare.
Flertalet länder i världen har proportionella valsystem, bland annat Sverige, vars nuvarande lösning för riksdagsvalen kallas jämkade uddatalsmetoden, som syftar till att så rättvist som möjligt fördela mandaten mellan partierna i förhållande till det antal röster de fått, för de partier som får minst ett mandat. Tidigare användes d’Hondts metod, som används till exempel i Finland.
I valen till USA:s president och Storbritanniens parlament används majoritetsval i enmansvalkretsar (ibland kallat "first past the post"). I Frankrike används numera i allmänhet majoritetsval i enmansvalkretsar och i två omgångar. I Japan används majoritetsval i flermansvalkretsar. I det tyska systemet kombineras majoritetsval och proportionella val efter svenskt mönster.

## Valhemligheten

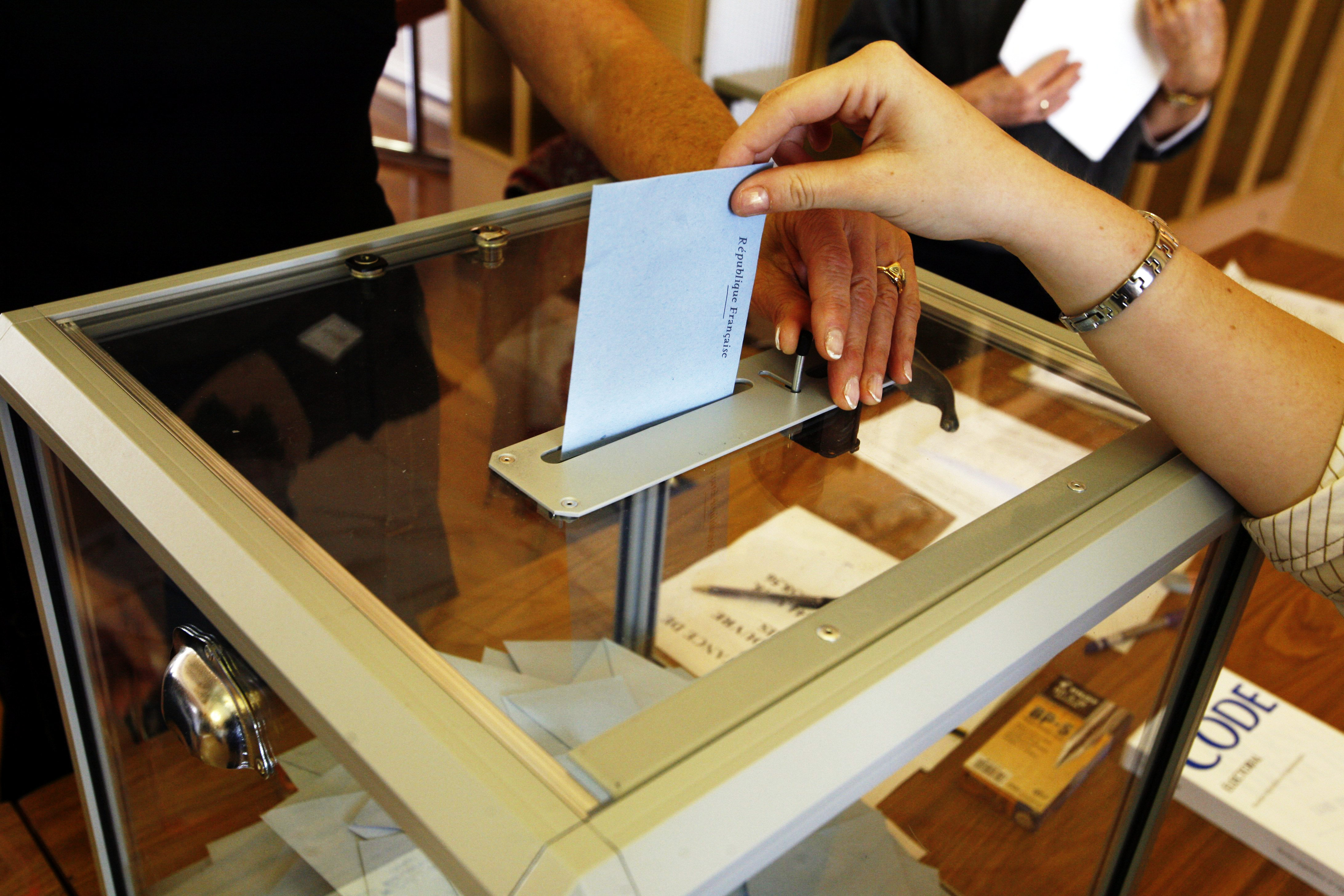
Valurnor används ofta i val för att undvika att valhemligheten avslöjas.

I många länder betraktas valhemligheten som central i allmänna val: vem man röstar på skall inte kunna få konsekvenser annat än genom vem som blir vald. Valhemligheten kan hotas dels genom olämpliga valprocedurer, där valfunktionärerna kräver att få se valsedeln eller på annat sätt har möjlighet att koppla ihop en viss valsedel med en viss person, dels genom möjlighet till socialt tryck. Till exempel i Finland kräver lagen att röstningen ordnas så att valhemligheten bevaras och innehåller vissa detaljföreskrifter rörande detta.
Så kallade exit polls kan anses bryta mot valhemligheten, då den som inte vill ljuga kan ha svårt att inte avslöja hur han röstat.[källa behövs] Å andra sidan har de använts som ett sätt att kontrollera att de officiella valresultaten inte kraftigt manipulerats.
Då de som deltar i valet gör det som representanter för andra är det inte självklart att valhemligheten skall gälla: då måste man väga vikten av att kunna rösta enligt sin verkliga åsikt, utan rädsla för repressalier, mot vikten av att de som representeras kan lita på sin representant[källa behövs]. I vissa val är rösterna offentliga.[källa behövs]
I vissa val i vissa länder ska de som röstar doppa sitt finger i bläck. Ett syfte är att förhindra att samma person röstar en gång till i samma val. Det går då att se på en person om de har röstat eller inte.

## Val efter nation
| Val per nation | Val per nation                               | Val per nation                 |
| -------------- | -------------------------------------------- | ------------------------------ |
| Nation         | Val                                          | Artikelkategori                |
| Amerika        |                                              |                                |
| Chile          | Presidentval i Chile                         | Val i Chile                    |
| Chile          | Parlamentsval i Chile                        | Val i Chile                    |
| Ecuador        | Presidentval i Ecuador                       | Val i Ecuador                  |
| USA            | Elektorskollegiet i amerikanska presidentval | Presidentval i USA             |
| USA            | USA:s senat                                  | Val i USA                      |
| USA            | USA:s representanthus                        | Val i USA                      |
| Venezuela      | Presidentval i Venezuela                     | Val i Venezuela                |
| Venezuela      | Parlamentsval i Venezuela                    | Val i Venezuela                |
| Asien          |                                              |                                |
| Indien         | Parlamentsval i Indien                       | Parlamentsval i Indien         |
| Irak           | Parlamentsval i Irak                         | Val i Irak                     |
| Irak           | Presidentval i Irak                          | Val i Irak                     |
| Europa         |                                              |                                |
| EU             | Val till europaparlamentet                   | Val till Europaparlamentet     |
| Danmark        | Folketingsval i Danmark                      | Folketingsval i Danmark        |
| Danmark        | Folkomröstning#Danmark                       | Folkomröstningar i Danmark     |
| Finland        | Presidentval i Finland                       | Presidentval i Finland         |
| Finland        | Riksdagsval i Finland                        | Riksdagsval i Finland          |
| Finland        | Val till Ålands lagting                      | Val på Åland                   |
| Finland        | Kommunalval i Finland                        | Val i Finland                  |
| Finland        | Kommunalval på Åland                         | Val på Åland                   |
| Finland        | Församlingsvalet                             | Val i Finland                  |
| Italien        | Lista över Italiens presidenter              | Val i Italien                  |
| Italien        | Italienska parlamentet                       | Val i Italien                  |
| Nederländerna  | Parlamentsval i Nederländerna                | Parlamentsval i Nederländerna  |
| Norge          | Stortingsval                                 | Stortingsval i Norge           |
| Portugal       | Presidentval i Portugal                      | Val i Portugal                 |
| Portugal       | Parlamentsval i Portugal                     | Val i Portugal                 |
| Storbritannien | Parlamentsval i Storbritannien               | Parlamentsval i Storbritannien |
| Sverige        | Riksdagsval i Sverige                        | Riksdagsval i Sverige          |
| Sverige        | Regionval i Sverige                          | Regionval i Sverige            |
| Sverige        | Kommunalval i Sverige                        | Kommunalval i Sverige          |
| Sverige        | Val i Svenska kyrkan                         | Val i Svenska kyrkan           |
| Sverige        | Folkomröstning#Sverige                       | Folkomröstningar i Sverige     |
| Tyskland       | Förbundsdagsval                              | Förbundsdagsval i Tyskland     |
| Ukraina        | Presidentval i Ukraina                       | Presidentval i Ukraina         |
| Ukraina        | Parlamentsval i Ukraina                      | Parlamentsval i Ukraina        |

## Väljare
Inom statsvetenskapen skiljer man mellan olika typer av väljare. En viktig grupp för ett parti är dess kärnväljare, det vill säga de väljare som har en bestående benägenhet att rösta på just det partiet. Det går att definiera denna typ av väljare på olika sätt. Vissa har velat definiera den som att väljarna i gruppen regelmässigt röstar på samma parti vid fler än två på varandra följande val. Det går dock att tolka begreppet bredare. Man har identifierat tre viktiga och vanliga inledningar till att det finns kärnväljare: partiidentifikation, röstning på grundval av social klass samt röstning på grundval av ideologisk övertygelse.
En annan väljargrupp är de så kallade marginalväljarna. Dessa väljare karaktäriseras av att partierna och kandidaterna inte kan vara säkra på hur de kommer att rösta. I en snävare betydelse är marginalväljare de väljare som vid två på varandra följande val har rösträtt och röstar, utan att rösta på samma parti eller kandidat. Marginalväljarna kan ibland spela en avgörande roll i valutgången.
Två andra typer av väljare är de så kallade soffliggarna, som inte röstar överhuvudtaget, och förstagångsväljarna.

## Valet eller valen?
Olika språk har något olika sätt att beskriva samtidigt (allmänt) val av ett antal personer. På germanska språk som svenska, tyska och engelska talas om val i singular (val, Wahl, election), även i sammanhang där man samtidigt väljer ett stort antal personer (som i allmänna val). Därför talas om riksdagsvalet eller kommunalvalet ett visst år. I romanska språk som franska, italienska och katalanska talar man då däremot om val i plural (les élections, le elezioni, les eleccions), eftersom det är flera personer som väljs.